# فرودگاه بورگوس
فرودگاه بورگوس (به انگلیسی: Burgos Airport) (به زبان بومی: Aeropuerto de Burgos) یک فرودگاه همگانی با کد یاتا RGS است که یک باند فرود آسفالت دارد و طول باند آن ۲۱۰۰ متر است. این فرودگاه در شهر بورگوس کشور اسپانیا قرار دارد و در ارتفاع ۹۰۳ متری از سطح دریا واقع شده‌است.

## شرکت‌های هواپیمایی و مقصدهای پروازی
(۱۵ مه ۲۰۱۷) there are no regular passenger flights to or from Burgos.